# Gallinago imperialis
Gallinago imperialis е вид птица от семейство Бекасови (Scolopacidae). Видът е почти застрашен от изчезване.

## Разпространение
Видът е разпространен в Еквадор, Колумбия и Перу.